# Heinz-Eberhard Mandera
Heinz-Eberhard Mandera (* 4. März 1922 in Gleiwitz; † 12. Januar 1995 in Wiesbaden) war ein deutscher Prähistoriker und Kurator.

## Leben und Wirken
Mandera legte die Abiturprüfung im März 1939 an einem Realgymnasium in seiner Heimatstadt Gleiwitz ab. Schon während der Schulzeit interessierte er sich für frühgeschichtliche Themen. Nach der Absolvierung des Reichsarbeitsdiensts nahm er im November 1939 ein Jurastudium an der Universität Breslau auf. Dort kam er in den für Juristen obligatorischen Vorlesungen zur Vor- und Frühgeschichte bei Martin Jahn mit der Geschichtswissenschaft in Kontakt. Zum Wintersemester 1940/41 wechselte er zum Studium der Vor- und Frühgeschichte, ebenfalls in Breslau. Dort gehörte er einem Kreis um den Archäologen Fritz Weege an.
Im Oktober 1941 wurde Mandera zum Kriegsdienst eingezogen. In einer Infanterieeinheit diente er an der Ostfront, wo er im Oktober 1942 verwundet wurde. Nach einem Lazarettaufenthalt in Deutschland diente er weiter auf dem Kriegsschauplatz Mittelmeer. Auf Sizilien geriet er am 3. August 1943 in amerikanische Kriegsgefangenschaft, die er zum Teil in den USA verbrachte. Im September 1945 wurde er in ein Lazarett in Marburg eingewiesen. Nach seiner Entlassung im Februar 1946 arbeitete er dort in der Lazarettverwaltung.
Im Oktober 1946 nahm Mandera in Marburg seine Studien erneut auf, unter anderem bei Gero von Merhart. Dort wurde er im Sommer 1952 bei Wolfgang Dehn mit der Arbeit „Zur inneren Gliederung der Aunjetitzer Kultur“ promoviert. Im selben Jahr trat er am 17. November eine Stelle als wissenschaftliche Hilfskraft am Landesamt für Kulturgeschichtliche Bodenaltertümer im hessischen Regierungsbezirk Wiesbaden an. In dieser Funktion führte er eine Rettungsgrabung an der vom Tagebau bedrohten Widscheuer-Höhle bei Steeden aus. Danach wirkte er vom 1. August 1953 bis zum Jahresende 1954 als wissenschaftliche Hilfskraft am Saalburgmuseum.
Von Februar 1954 bis Februar 1955 nutzte Mandera ein Reisestipendium des Deutschen Archäologischen Instituts, um verschiedene Museen und Grabungsstätten im Mittelmeerraum zu besuchen. In diesem Rahmen nahm er an der Grabungskampagne 1954 in Ḫattuša teil. Von April 1954 bis März 1956 arbeitete er erneut am Saalburgmuseum.
Zum 1. Juni 1956 wechselte Mandera an das zunächst städtische, von 1973 an als Landesmuseum geführte Museum Wiesbaden. Dort wirkte er an in der Sammlung Nassauischer Altertümer zunächst als wissenschaftlicher Assistent, von März 1967 an als Kustos, von August 1972 an als Oberkustos und schließlich vom Frühjahr 1974 bis zu seiner Pensionierung Ende Januar 1985 an als der Leiter der Sammlung.
Heinz-Eberhard Mandera war von 1957 an Mitglied des Vereins für Nassauische Altertumskunde und Geschichtsforschung. In dessen Vorstand wurde er 1962 gewählt. 1978 wurde er stellvertretender und ein Jahr später Erster Vorsitzender. Dieses Amt hatte Mandera bis zum Jahr 1990 inne. Anschließend wurde er zum Ehrenvorsitzenden ernannt. Von 1962 an war er Mitglied der Historischen Kommission für Nassau, deren Vorstand er von 1979 bis 1990 angehörte. 1963 ernannte ihn das Deutsche Archäologische Institut zum korrespondierenden Mitglied. Am 20. Februar 1990 erhielt Mandera das Bundesverdienstkreuz am Bande.
Am 11. Oktober 1952 heiratete Mandera die Archäologin Martina Ziemssen. Aus der Ehe gingen zwei Töchter und ein früh verstorbener Sohn hervor.